# Vrbové
Vrbové és una ciutat d'Eslovàquia. Es troba a la regió de Trnava.

## Història
La primera menció escrita de la vila es remunta al 1332.

## Demografia
| Godina             | 1994 | 2004   | 2014   | 2024   |
| ------------------ | ---- | ------ | ------ | ------ |
| Nombre de persones | 6162 | 6300   | 6091   | 5554   |
| Diferència         |      | +2,23% | −3,31% | −8,81% |

| Godina             | 2023 | 2024   |
| ------------------ | ---- | ------ |
| Nombre de persones | 5597 | 5554   |
| Diferència         |      | −0,76% |

## Persones il·lustres
- Móric Beňovský (1746-1786): aventurer, viatger, explorador, colonitzador, escriptor i rei de Madagascar.
- Jozef Adamec (1942-2018): futbolista eslovac-

## Ciutats agermanades
- Allsted, Alemanya
- Spišské Podhradie, Eslovàquia
- Vítkov, República Txeca

## Galeria d'imatges

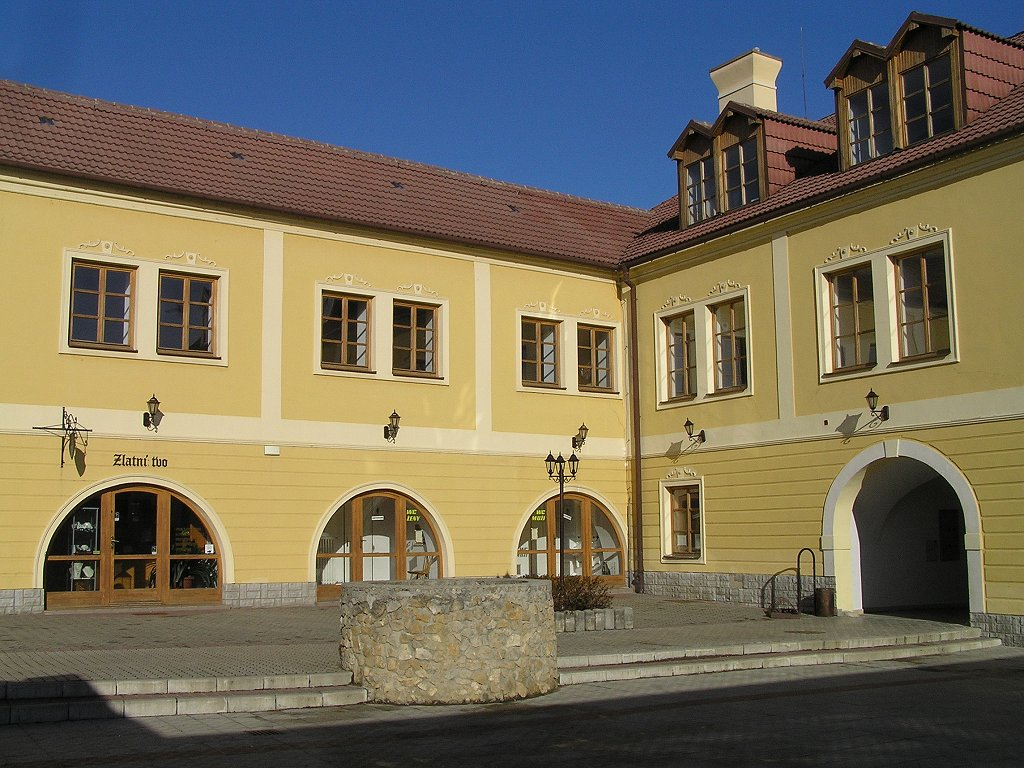
Cúria de Beňovský
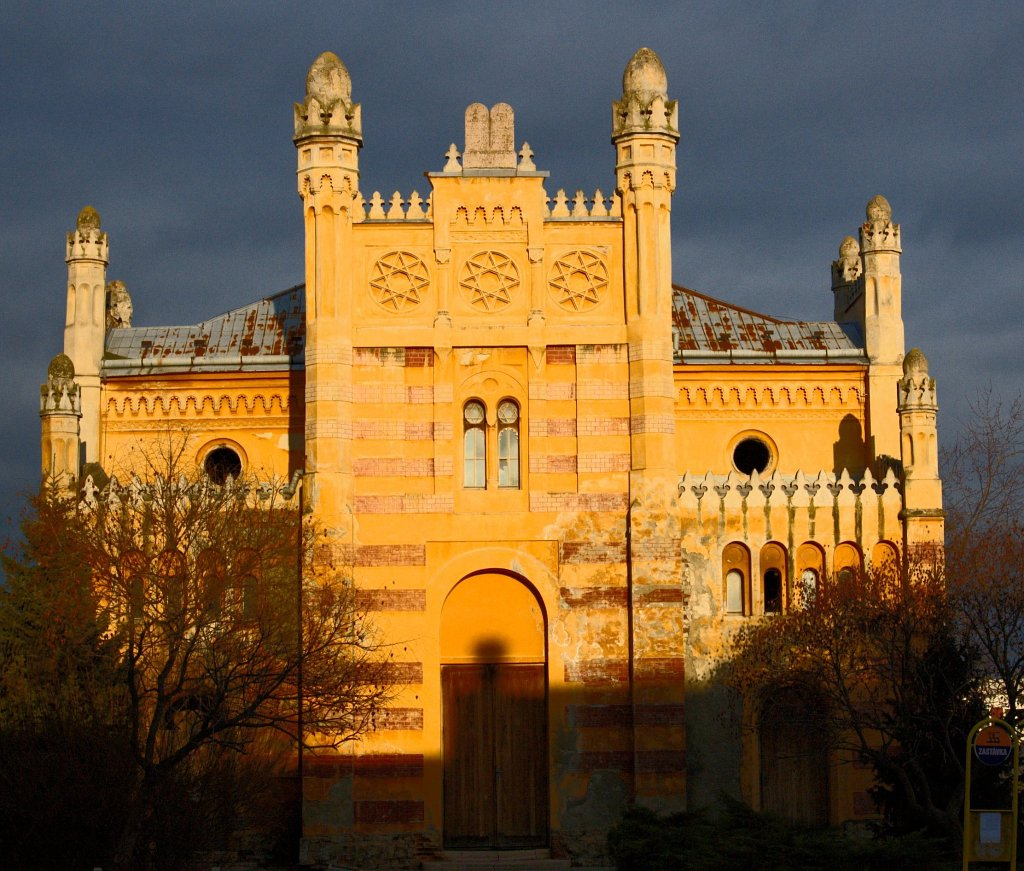
Sinagoga
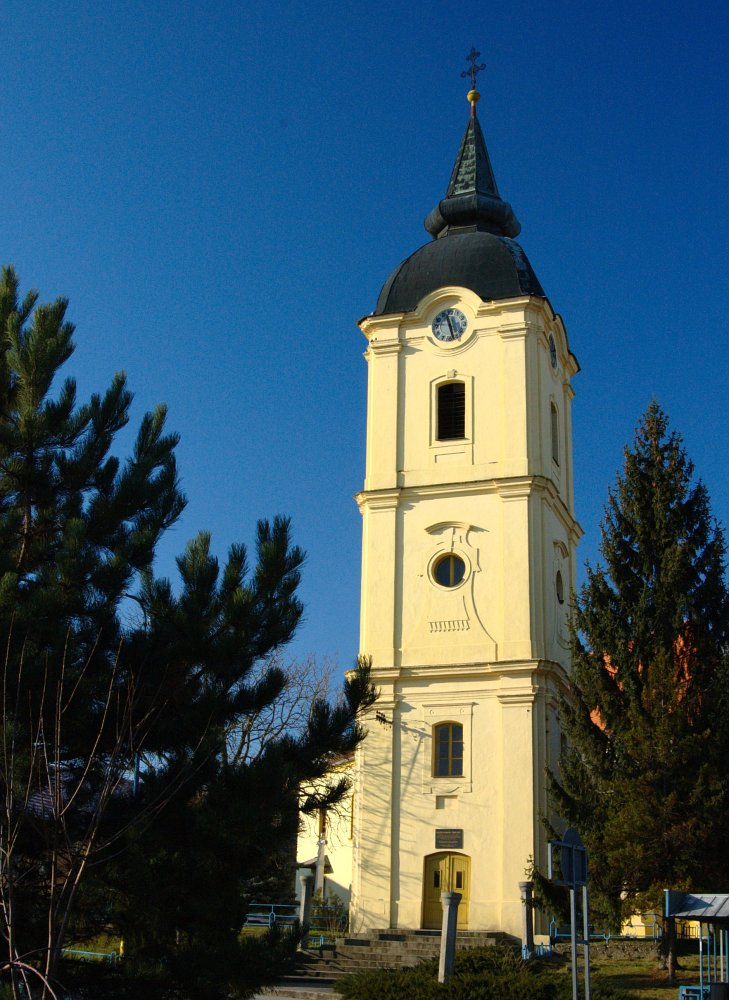
Torre de Šikmá
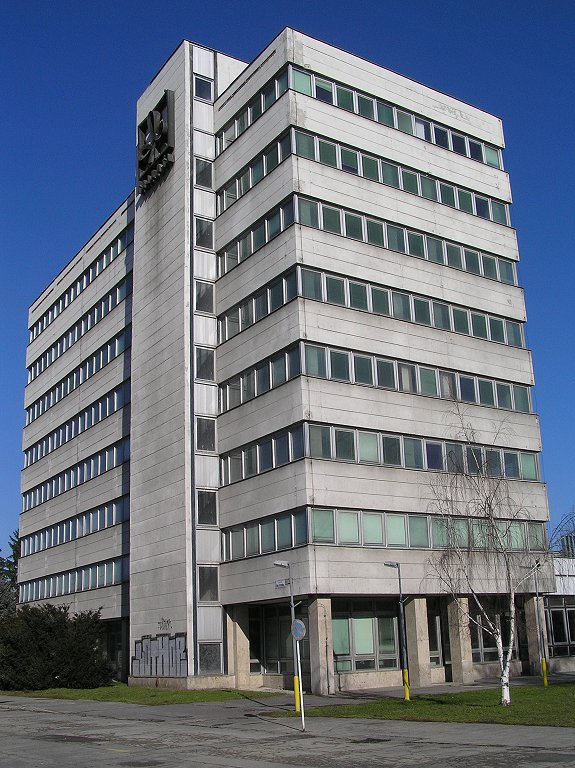
Fàbrica Trikota